# Style cosy
Le style cosy (« chaleureux, confortable, agréable, douillet » en anglais) est un style d'ameublement et d'aménagement d'intérieur / architecture d'intérieur d'origine britannique, inspiré du monde de l'ameublement artisanal rural ancien, traditionnel, nostalgique, rétro  des cottages de campagne.

## Historique
Le style cosy est un style de décoration artisanal ancien, modeste, remis au gout du jour, à base de meubles et d'objets anciens restaurés, pour décorer des cottages, chaumières, mas provençal, bastides, résidence secondaire de façon simple, conviviale, romantique, nostalgique, confortable, chaleureuse, douillette.
Le décor est en général un mélange de :
- espaces spacieux lumineux ensoleillés par de grandes fenêtres ou larges baies vitrées, de grands miroirs, et grands lustres ;
- murs et plafonds de couleurs blanc, blanc cassé, crème, bleu clair, marron clair ou encore gris, vieux carrelages, tomettes et parquets ;
- matériaux anciens traditionnels artisanaux (non synthétiques de grande industrie) : bois, porcelaine, tissus, lin, broderie, dentelle, papier, osier, ferronnerie ;
- meubles d'ébénistes anciens de famille, patinés, écaillés avec le temps, ou de récupération chinés chez des antiquaires, brocantes, marché aux puces, vide-greniers, Emmaüs, conservés « dans leur jus » ou restaurés ;
- objets : vieille vaisselle et article de cuisine, art créatif, bougies, vieux livres, tableaux.

À ce jour, de nombreux fabricants de meubles et objets de décoration, tels que Maisons du Monde ou Ikea, fabriquent et commercialisent avec succès d'importantes gammes de produits inspirés du style cosy ancien nostalgique, remis au gout du jour, en imitant de façon factice le côté vieilli ancien de leur production.